# Gille Lettmann
Gerlinde „Gille“ Lettmann (* um 1950) ist eine gelernte Textildesignerin und Plattenproduzentin aus Köln. An der Seite von Rolf-Ulrich Kaiser war sie geschäftlich und musikalisch an zahlreichen Veröffentlichungen deutscher Musikgruppen auf den Labeln Ohr, Pilz und Kosmische Musik in den Jahren 1970 bis 1975 beteiligt.

## Lebenslauf
Gille Lettmann lernte 1968 über Hubert Maessen, den Mitbegründer und Redakteur der monatlichen Radiocollage Panoptikum des NDR/WDR, Rolf-Ulrich Kaiser kennen, der als freischaffender Autor ebenfalls im Panoptikum-Team arbeitete. Lettmann und Kaiser wurden ein Paar.
Ab 1971 stieg sie mehr und mehr in Kaisers Plattenlabel Ohr und Pilz ein, die er mit finanzieller Unterstützung von Peter Meisel ab 1970 als Geschäftsführer aufbaute.
Im Jahr 1972 geriet Lettmann unter den Einfluss des US-amerikanischen ehemaligen Harvard-Dozenten und Drogenbefürworters Timothy Leary. Sie verinnerlichte dessen Anschauungen und fand in ihm eine Art Guru. Unter dem immer größer werdenden Einfluss von LSD auf ihre Produzententätigkeit zerbrachen nach und nach ihre und Kaisers Plattenunternehmen und endeten in Vertragsstreitigkeiten mit den damaligen Künstlern wie Edgar Froese und Klaus Schulze.
Im Jahr 1973 gründeten Kaiser und Lettmann nochmals ein Plattenlabel mit dem Namen Kosmische Kuriere. In dieser Phase ihres musikalischen und künstlerischen Schaffens übernahm Lettmann das Ruder in ihrer Plattenfirma, die Kaiser und sie inzwischen von Peter Meisel erworben hatten. Sie veröffentlichten – teilweise ohne Wissen der Musiker und nach heimlich an die Künstler verabreichten Drogencocktails – Aufnahmen, die sie unter dem Begriff kosmische Musik subsumierten. In der Fachpresse stieß Lettmanns groß angelegte Cosmic-Jokers-Kampagne mit der Gestaltung von Tarot-Karten als Beigabe zu einem Album und mit selbst entworfenen kosmischen Kostümen, die die Musiker tragen sollten, auf Unverständnis. Als letzten Schritt legte sich Gille Lettmann eine neue Persönlichkeit zu und nannte sich Sternenmädchen.
Ab 1975, nach dem Konkurs ihrer Firma, zogen Kaiser und sie sich aus der Öffentlichkeit zurück.

## Musikalische Beteiligung
- Gast auf Witthüser & Westrupp, Trips + Träume, Label Ohr, 1971
- Gesumm, Indisches und Mexikanisches Windspiel auf Witthüser & Westrupp, Der Jesus Pilz, Label Pilz, 1971
- Nordkambodschanisches Windspiel, Fußstampfen, Chor auf Witthüser & Westrupp, Bauer Plath, Label Pilz, 1972
- Stimme auf Cosmic Jokers, Galactic Supermarket, Label Kosmische Musik, 1974
- Stimme auf Cosmic Jokers, Sci Fi Party, Label Kosmische Musik, 1974
- Erzählung auf Sternenmädchen, Gilles Zeitschiff, Label Kosmische Musik, 1974[7]